# Всё к лучшему (фильм, 2010)
«Всё к лучшему» (англ. «Barry Munday») — американская комедия режиссёра Криса Д’Ариенцо. В главных ролях — Патрик Уилсон, Джуди Грир и Хлоя Севиньи. 
Премьера состоялась 13 марта 2010 года на фестивале South by Southwest.

## Сюжет
Главный герой Барри, уроженец небольшого провинциального городка, обладающий, однако, бешеным темпераментом и умением понравиться противоположному полу. История начинается с того, как Барри открывает глаза на больничной койке, вспоминая, как накануне на него напали в кинотеатре. Самым страшным оказывается то, что он лишается своего мужского достоинства. Вернее, одной из его составных частей. К тому же, незнакомая женщина предъявляет иск отцовства, когда как Барри совсем не помнит, была ли у него интимная связь с этой дамой. В итоге герой понимает, что ему предоставляется шанс в жизни, который надо использовать. Он решает стать отцом, а параллельно решить множество проблем, возникающих на пути.

## В ролях
- Патрик Уилсон — Барри Мундэй
- Джуди Грир — Джинджер Фарли
- Хлоя Севиньи — Дженнифер Фарли
- Джин Смарт — Кэрол Мундэй
- Малкольм Макдауэлл — мистер Фарли
- Билли Ди Уильямс — Лонни Грин
- Сибилл Шеперд — миссис Фарли
- Ши Уигхэм — Дональд

## Саундтрек
1. «Charlie Says» — Jude
2. «Bounce» — Supafloss
3. «Stay (I missed you)» — Lisa Loeb и Nine Stories
4. «To: Alone» — Bill Ricchini
5. «Relaxin'» — Jake Glasgow
6. «I will not die» — Jude
7. «Grass Skirts» — Andrew Oye
8. «A cold Wind will blow through your door» — Bill Ricchini
9. «Renegade» — Styx
10. «Here I go again» — Whitesnake
11. «Bossa Vox» — Travis Pickle
12. «Run to my room» — Jude
13. «You mamma you» — Jude
14. «Woman» — Jude
15. «It’s a story, It’s a fable» — Bill Ricchini